# Чернетехаз
Чернетехаз (рум. Cerneteaz) је насеље у Румунији. Припада општини Ђармата у жупанији Тимиш.

## Историја
Први историјски помен се среће 1372. године, а 1470. и 1492. године је посед мађарске породице. По турском тефтеру из 1554. године у месту има 18 домова.
По попису Темишварске жупаније из 1764. године "Ћернећјаз" је православна парохија у Варјашком протопрезвирату.
Аустријски царски ревизор Ерлер је 1774. године констатовао да место припада Сентандрашком округу, Темишварског дистрикта. Становништво је било измешано српско и румунско. Исто каже и лексикон Корабинског. Када је 1797. године пописан православни клир у "Ћернићаз"-у су била два свештеника. Пароси, поп Василије Георгијевић (рукоп. 1791) поред српског зна и румунски језик, али колега поп Трифун Поповић (1789) иако би се рекло да је и он Србин, служи се само румунским језиком.
Становништво је по свему судећи: именима и презименима, обичајима, говору (дијалекту) било српско, али се временом асимиловало - порумунило. Крајем 19. века ти наизглед "Срби", једино нису знали говорити српским језиком. Оних, "правих" Срба је тек неколико било, деценијама. Знаменити мештанин Ника Јанко Јанковић (1821-1903) био је познати музичар и фолкорист. 
Године 1833. православни парох у месту је поп Зафир Матеовић.
Године 1846. "Чернегихаз" је велико село са 1720 становника. Најстарије црквене матице и то оне крштених, су из 1790. године. У насељу је православна црква посвећена Св. Николи, при којој служе два пароха: поп Илија Грујић и поп Марко Поповић. Поп Илија је 1846. године купио једну духовну српску књигу у Темишвару. У народној основној школи је 1846/1847. године било 40 ученика са којима ради учитељ Димитрије Опрјан.
По "Румунској енциклопедији" православна стара црква брвнара је прво померена, па срушена. На њеном месту је подигнута нова богомоља од тврдог материјала 1841-1846. године. Храм је освећен 6. децембра 1848. године, а сасвим украшен изнутра 1899. године од стране иконописца Јована Зајку, родом из Физеша.
Почетком 20. века у "Чернеђхаз"-у, које је некад било парохијска филијала српске парохије у Темишвару Фабрици, преостало је још 12 православних Срба.